# 南廍
南廍，是臺灣臺南市官田區的一個傳統地域名稱，位於該區西北端。相較於今日行政區，其範圍大致為南廍里不含東南部。
本地區境內主要聚落為南廍。

## 歷史
台灣日治初期，南廍地區為一街庄，稱為「南廍庄」（舊制街庄），隸屬於茅港尾東堡。該庄昔日北與菁埔庄為鄰，東邊北至中段與二鎮庄為鄰，東邊南段及南邊東至中段為三結義庄，南邊西段為西庄，西邊為茅港尾庄。
1901年（日治明治三十四年）11月11日，全台廢縣廳改設二十廳，該庄隸屬於鹽水港廳。1904年（明治三十七年）4月1日，該庄編入「藔仔廍區」，隸屬於鹽水港廳。1906年（明治三十九年）4月1日，鹽水港廳內管轄區域調整，該庄仍隸屬於藔仔廍區。1909年（明治四十二年）10月25日，全台合併二十廳為十二廳，藔仔廍區改隸屬於臺南廳。1920年（大正九年）10月1日，全台地方制度大改正，廢十二廳改設五州二廳，該庄改制為「南廍」大字，隸屬於臺南州曾文郡官田庄（新制街庄）。
戰後官田庄改制為官田鄉，隸屬於臺南縣，大字亦改制為村。1950年（民國39年）10月25日，雲、嘉、南分治，官田鄉仍隸屬於臺南縣。2010年（民國99年）12月25日，臺南縣、市合併為直轄臺南市，官田鄉改制為官田區，村亦改制為里。

## 聚落
本地區發展較早的聚落為南廍、北廍（已消失），在日治期初期的官方地圖上已有記載。

## 交通
台鐵縱貫線是台灣西部南北向鐵路幹線，經過本地區東部邊界地帶。最近的車站在北側為林鳳營車站，在南側為隆田車站。前者屬「甲種簡易站」，僅停靠區間車；後者屬二等站，停靠大部分莒光號、區間快車及全部區間車；由此等可前往台鐵沿線各站。
省道台1線又稱「縱貫公路」，是臺北至楓港的傳統平面幹道，經過本地區主聚落。由該道路北行可前往六甲區、柳營區、新營區、後壁區等地，南行可前往官田區隆田市區、善化區、新市區、永康區等地。
區道南58線是中營至南部的道路，其東側端點（終點）位於本地區主聚落西南郊的區道南318線路口。
區道南318線是葫蘆埤至嘉南的道路，經過本地區官田工業區暨主聚落北側。